# Antoni Lubomirski (1718–1782)
Antoni Lubomirski herbu Szreniawa bez Krzyża (ur. 1718, zm. 8 marca 1782) – kasztelan krakowski 1779–1782, wojewoda krakowski 1778–1779, wojewoda lubelski 1752–1778, generał-lejtnant wojsk koronnych w 1752 roku, strażnik wielki koronny 1748–1752, generał major od 1746, starosta jasielski i opatowski, starosta medycki w 1772 roku, książę Świętego Cesarstwa Rzymskiego. Marszałek dworu królewicza Karola od 1752. Właściciel Przeworska. W 1750 odznaczony Orderem Orła Białego, kawaler bawarskiego Orderu Świętego Huberta od 1737.
Wierny poplecznik Wettynów. Za panowania Augusta III Sasa był członkiem frakcji dworskiej stronnictwa starorepublikańskiego. 7 maja 1764 roku podpisał manifest, uznający odbywający się w obecności wojsk rosyjskich sejm konwokacyjny za nielegalny.
Syn Józefa Lubomirskiego, wojewody czernihowskiego, i Teresy Mniszchówny. Brat Stanisława, marszałka wielkiego koronnego. Mąż 1.v. Apolonii Ustrzyckiej, a po rozwodzie 2. v. Zofii z Krasińskich, wdowie po Janie Tarło.
Bronił zwłaszcza interesów ks. Karola Krystiana, podał szereg projektów reform gospodarczych.
W czasie ostatniego bezkrólewia zwalczał Stanisława Augusta Poniatowskiego, potem pozostawał w styczności z konfederacją barską.
12 marca 1768 wraz z żoną, Zofią z Korwin-Krasińskich, ufundował kościół Matki Bożej Śnieżnej w Przeworsku oraz klasztor ss. szarytek.